# IC 112
IC 112 је спирална галаксија у сазвјежђу Рибе која се налази на листи објеката дубоког неба у Индекс каталогу.
Деклинација објекта је + 11° 26' 35" а ректасцензија 1h 26m 2,9s. Привидна величина (магнитуда) објекта IC 112 износи 13,8 а фотографска магнитуда 14,4. IC 112 је још познат и под ознакама UGC 1008, MCG 2-4-47, CGCG 436-49, ARAK 46, IRAS 01234+1110, PGC 5328.